# Francisco Herrera il Giovane

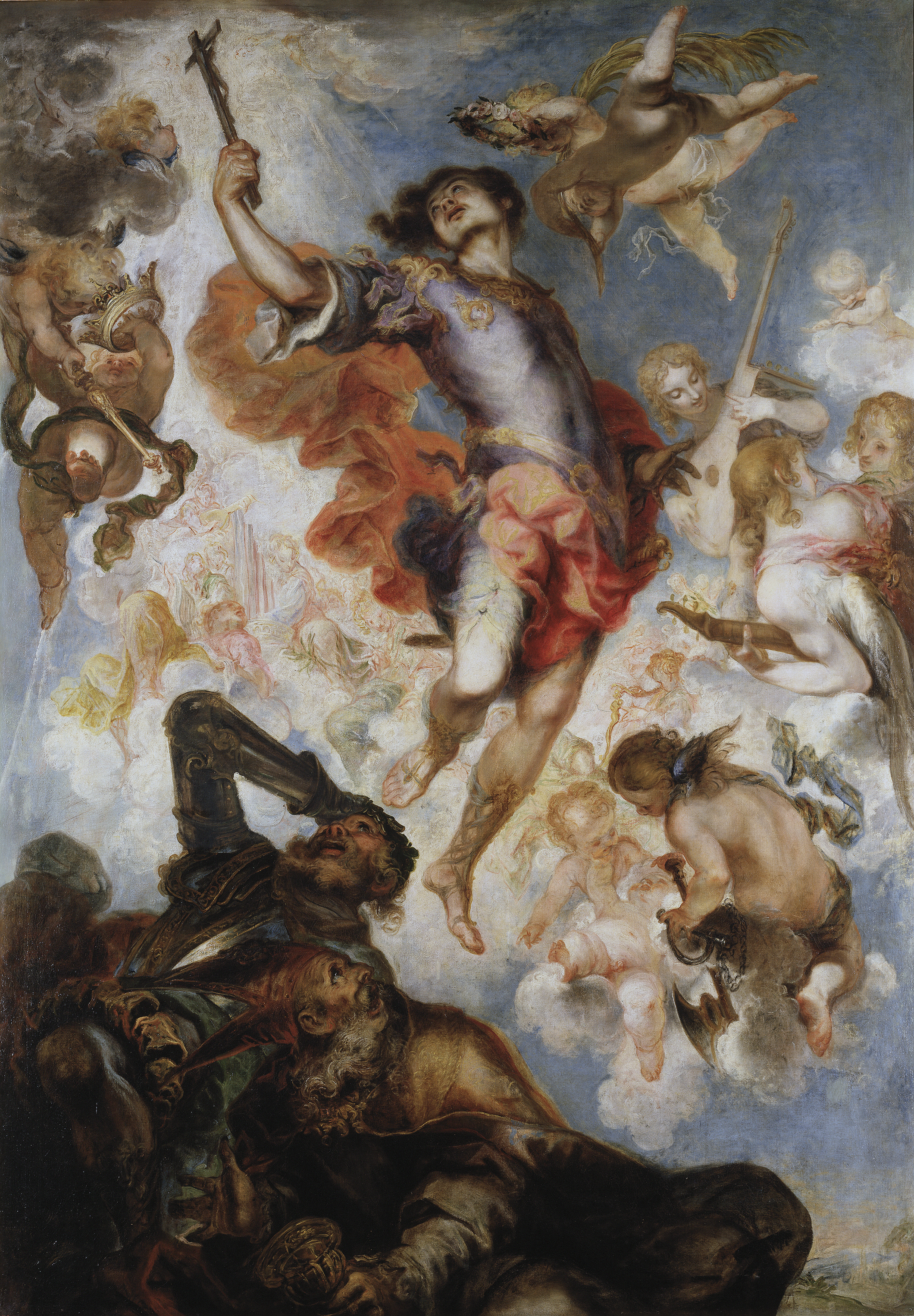
Francisco Herrera il Giovane, Apoteosi di sant'Ermenegildo, 1654, Madrid, Museo del Prado.

Francisco Herrera detto il Giovane per distinguerlo dal padre omonimo (Siviglia, 1622 – Madrid, 25 agosto 1685) è stato un pittore e architetto spagnolo dell'epoca barocca.

## Biografia

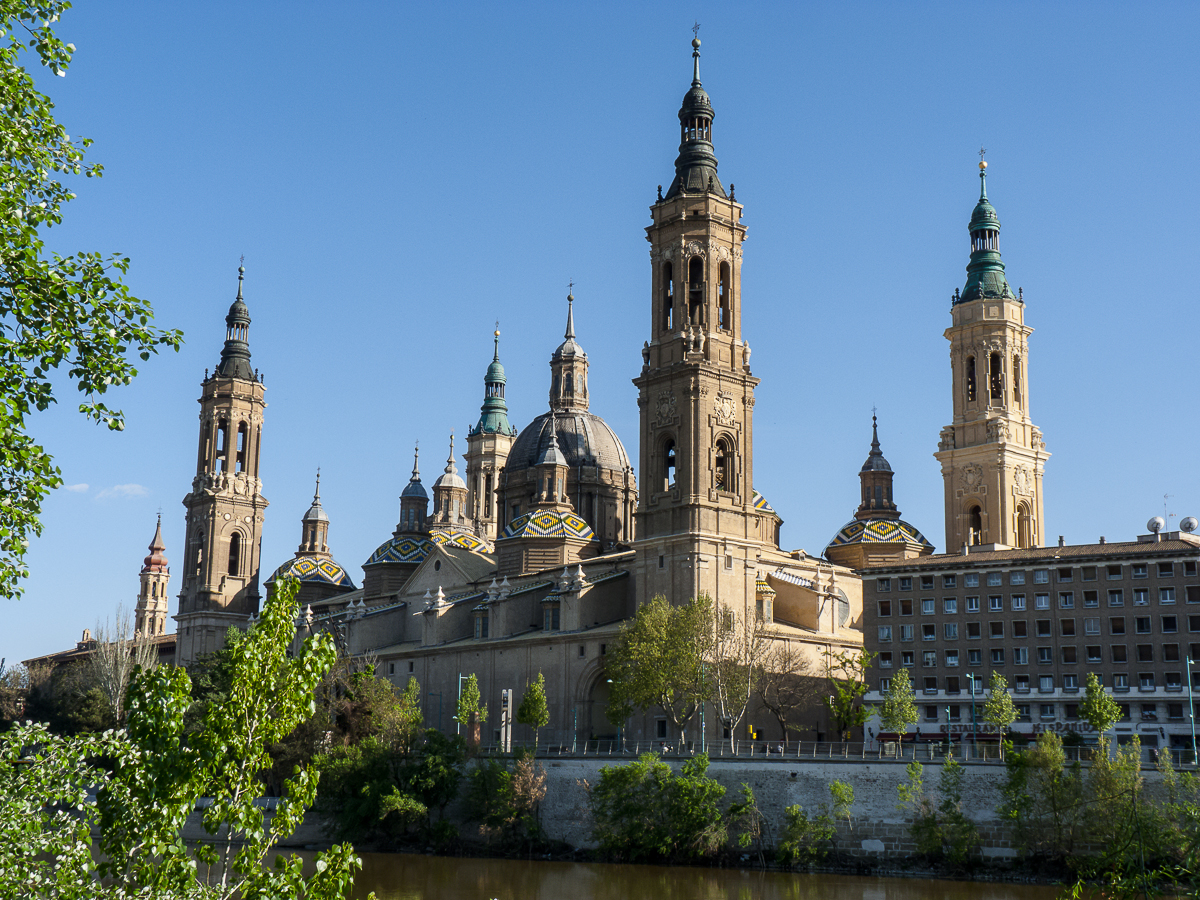
La Basilica di Nostra Signora del Pilar, a Saragozza.

Secondo figlio del pittore Francisco Herrera il Vecchio (detto "el Vejo"), Herrera nacque a Siviglia nel 1622, ricevendo, alla nascita, il nome del padre. Con quest'ultimo collaborò per varie commissioni ma, non sopportando il suo violento temperamento, fuggì in Italia all'età di ventotto anni.
Qui vi rimase, soggiornando in particolar modo a Roma, dove studiò la tecnica della pittura ad affresco, allora molto diffusa nella penisola, ma praticamente inesistente in Spagna, dove i frescanti venivano richiamati dall'Italia stessa.
La permanenza italiana permise ad Herrera di approfondire anche gli studi sulla luce dei veneti e sull'applicazione del colore. A Roma, l'artista eseguì alcuni dipinti raffiguranti nature morte, note in Spagna come "bodegones", ora perduti o di dubbia attribuzione, che riscossero particolare successo in Italia.
Durante i sei anni di studi lontano dalla terra natia, Herrera ebbe modo anche di applicarsi sui concetti d'architettura, grazie ai quali avrebbe ottenuto un successo riscontrabile a quello ottenuto grazie alla pittura. Nel 1656, il pittore, alla portatata di maggiori conoscenze e pronto ad ottenere fama e gloria nel suo paese natale, ritornò a Siviglia, mentre il padre si era trasferito a Madrid, richiamato dalla corte reale.
Approfittando della sua mancanza, Herrera entrò a far parte dell'Accademia di Siviglia, fondata dall'artista Bartolomé Esteban Murillo nel 1660, venendo eletto copresidente insieme a quest'ultimo. Alla morte del padre, nel 1656, si trasferì a Madrid, presso la famiglia reale, con il quale aveva già firmato contratti artistici durante la permanenza in Italia. Venne quindi eletto pittore ufficiale del re Carlo II, mettendosi immediatamente all'opera per la realizzazione dell'altare maggiore della chiesa carmelitana di Sant'Ermenegildo (ora a Madrid, Museo del Prado), tema trattato anni prima anche dal padre.
Specializzandosi in temi scenografici e solenni, in particolare in apoteosi o trionfi di santi, eseguì opere come l'Apoteosi dell’eucaristia (1656) per la Cattedrale di Siviglia o Stimmate di San Francesco (1657), anch'esso per la chiesa spagnola. Presso la Corte si affermò come Maestro Mayor de las Obras Reales, titolo ottenuto nel 1672, col quale otteneva anche il prestigioso incarico di architetto di corte. Perduti sono purtroppo gli affreschi eseguiti dall'artista nella chiesa di Nuestra Señora de Atocha e di San Felipe Real.
Negli ultimi anni della sua vita il pittore si dedicò all'esecuzione di tele, retabli e opere d'architettura. In quest'ultimo ambito la sua più grande opera fu senza dubbio la progettazione della Basilica di Nostra Signora del Pilar, a Saragozza, che ebbe inizio nel 1681. Alla morte dell'artista, avvenuta nel 1685 nella città madrilena, il progetto subì alcune modifiche, mantenendosi comunque nella forma originaria.

## Opere
- Apoteosi di sant'Ermenegildo, 1654, olio su tela, 328 x 229 cm, Madrid, Museo del Prado.
- Apoteosi dell'eucaristia, 1656, olio su tela, Siviglia, Cattedrale.
- San Leone I Magno, 1656-1657, olio su tela, 164 x 105 cm, Madrid, Museo del Prado.
- Stimmate di san Francesco, 1657, olio su tela, 570 x 363 cm, Siviglia, Cattedrale.
- Sant'Antonio da Padova, 1660-1670, olio su tela, 105 x 104 cm, Madrid, Museo del Prado.